# پرچم سوئیس
پرچم سوئیس مربعی سرخ رنگ که در وسط آن صلیبی هم‌اندازه سفید نقش بسته است. و به همراه پرچم واتیکان تنها پرچم‌های کشوری مربع دنیا می‌باشند (نسبت عرض به طول پرچم شهروندی سوئیس ۲:۳ است اما؛ نسبت پرچم ملی آن ۱:۱ است).
تصویر نماد صلیب سرخ از پرچم سوئیس گرفته‌ شده‌ است.

## نگارخانه

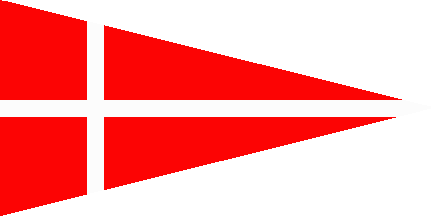
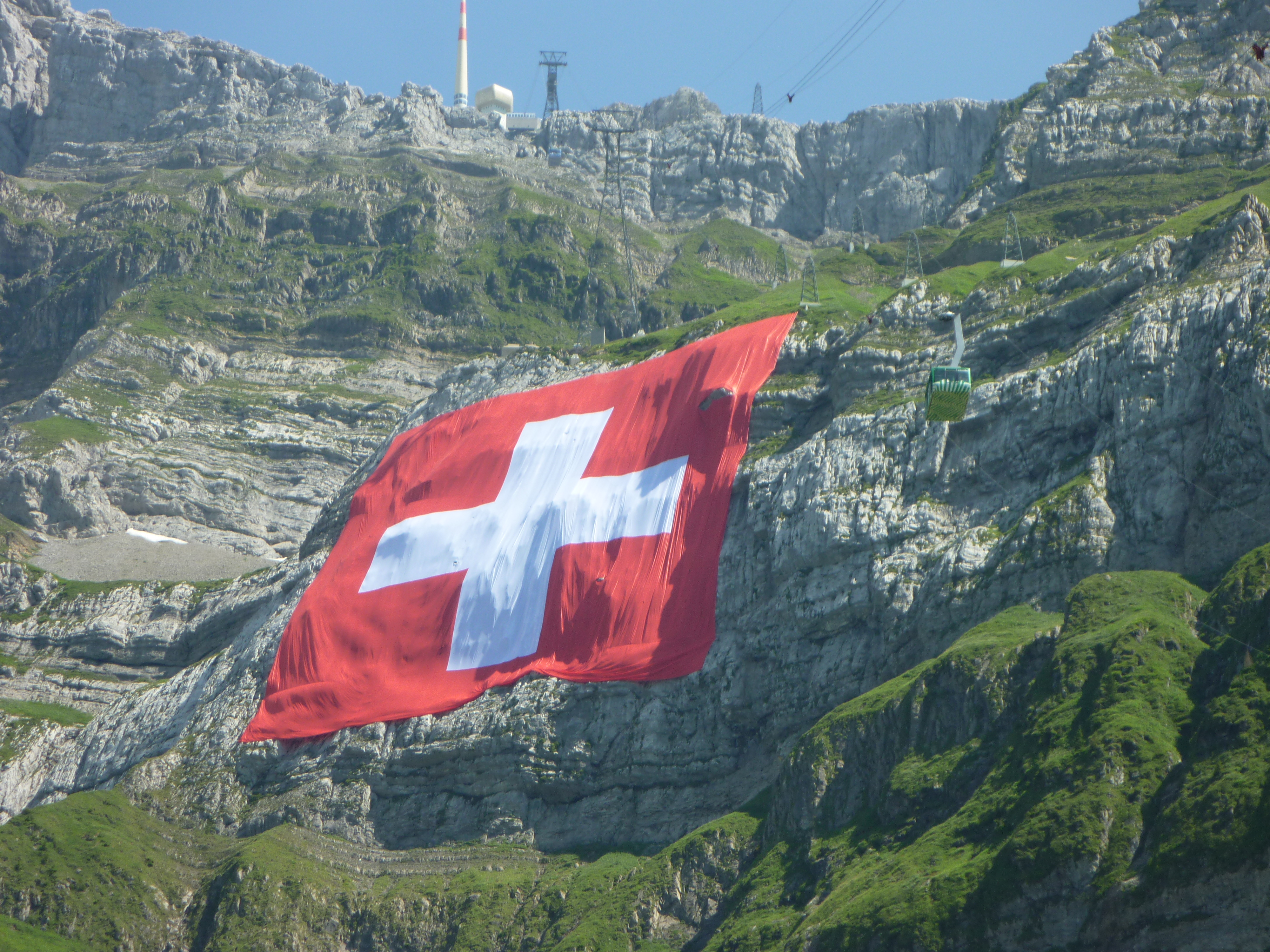
پرچم سوئیس به ابعاد ۸۰ متر در ۸۰ متر و به وزن ۷۰۰ کیلو را بر روی صخره‌های‌ کوه سنتیس.